# Phare de Pumpkin Island
Le phare de Pumpkin Island (en anglais : Pumpkin Island Light) était un phare actif situé sur Pumpkin Island (ceb), dans le Comté de Hancock (État du Maine).
Il est inscrit au Registre national des lieux historiques depuis le 1er février 1988.

## Histoire
Pumpkin Island se situe à l'entrée nord-ouest d'Eggemoggin Reach, un canal allant du nord-ouest au sud-est entre la baie de Penobscot et Blue Hill Bay (en). Le phare a été mis en service en 1854 et désactivé en 1933. L'île et le phare appartiennent désormais à des propriétaires privés.
La tour est une structure cylindrique en briques de 6,7 m de haut avec une galerie à rambarde et lanterne octogonale installée vers 1890, remplaçant ainsi une unité plus grande d'origine. La maison du gardien est une petite structure à panneaux en bois à trois baies et à un seul étage, avec une seule lucarne à pignon du côté est et une aile (ajoutée en 1887) qui s'étend au sud. Une petite maison à carburant en brique se trouve à proximité et un hangar à bateaux en bois, construit en 1885 et agrandi en 1906, se trouve à l'embarcadère à l'extrémité nord de l'île.
Le phare a été construit dans le cadre d'un plan global d aide à la navigation du côté est de la baie de Penobscot, élaboré au début des années 1850. Le phare a été utilisé jusqu'en 1933, date à laquelle il a été vendu.
Identifiant : ARLHS : USA-677.
|                |
| Pumpkin Island |

|          |
| Le phare |

### Lien connexe
- Liste des phares du Maine